# Epidendrum puberulosum
Epidendrum puberulosum är en orkidéart som beskrevs av Eric Hágsater. Epidendrum puberulosum ingår i släktet Epidendrum och familjen orkidéer.
Artens utbredningsområde är Ecuador. Inga underarter finns listade i Catalogue of Life.